# Chiemsee-Schifffahrt

Logo

Die Chiemsee-Schifffahrt, genauer Chiemsee-Schifffahrt Ludwig Feßler KG, ist ein privates Unternehmen mit Sitz in Prien am Chiemsee, das die Fahrgastschifffahrt auf dem Chiemsee sowie die Chiemsee-Bahn betreibt.

## Unternehmen
Die Gesellschaft wurde unter dieser Firma am 15. Juli 1902 im Handelsregister eingetragen. Das Unternehmen wurde jedoch in anderer Rechtsform schon im Jahr 1848 von Joseph Feßler gegründet.

### Schifffahrt
Die Chiemsee-Schifffahrt betreibt ganzjährig den Linienverkehr zwischen Prien-Stock, der Herreninsel, Frauenchiemsee und Gstadt am Chiemsee, im Sommer werden außerdem Seebruck, Chieming, Übersee-Feldwies und Bernau-Felden angefahren. Zusätzlich werden verschiedenste Sonder- und Veranstaltungsfahrten unternommen.
Bestimmte Abschnitte können mit der Freifahrt für Schwerbehinderte genutzt werden.
Die Flotte der Chiemsee-Schifffahrt besteht aus insgesamt 14 Schiffen unterschiedlicher Größe bis zur MS Edeltraud für maximal 1007 Passagiere. Als schönstes Schiff der Flotte gilt der 1926 gebaute ehemalige Schaufelraddampfer Ludwig Fessler. Dieser wurde 1973 auf Dieselantrieb umgebaut und 1995 renoviert. Er ist als Radmotorschiff (RMS) im Einsatz und wird von zwei MAN-Dieselmotoren mit je 276 PS angetrieben. Die originale Dampfmaschine der Ludwig Fessler von Maffei mit der Nr. 576, die letzte Schiffsdampfmaschine von Maffei, wurde nach verschiedenen Eigentümerwechseln 2004 vom Schweizer Verein Trivapor erworben und steht seit Ende 2013 auf dem restaurierten Raddampfer Neuchâtel auf dem Neuenburgersee wieder in Betrieb.
| Name           | Bau- jahr | Länge   | Breite | Personen | Sonstiges                                     |
| -------------- | --------- | ------- | ------ | -------- | --------------------------------------------- |
| Edeltraud      | 1970      | 50,5 m  | 9,05 m | 1007     | Motorschiff                                   |
| Josef          | 1991      | 47,7 m  | 7,97 m | 790      | Motorschiff                                   |
| Irmingard      | 1987      | 44,1 m  | 7,96 m | 755      | Motorschiff                                   |
| Ludwig Fessler | 1926      | 53 m    | 11,6 m | 685      | Schaufelradmotorschiff                        |
| Stefanie       | 1977      | 28,3 m  | 6,2 m  | 350      | Motorschiff                                   |
| Berta          | 1981      | 33,55 m | 6,65 m | 495      | Motorschiff                                   |
| Rudolf         | 1973      | 32 m    | 6,25 m | 350      | Motorschiff                                   |
| Michael        | 1993      | 26,8 m  | 5,58 m | 150      | Motorschiff                                   |
| Martin         | 1984      | 22,5 m  | 5,1 m  | 100      | Motorschiff                                   |
| Maximilian     | 1937      | 25,75 m | 4,97 m | 300      | Motorschiff                                   |
| Barbara        | 1961      | 29,25 m | 6,5 m  | 395      | Motorschiff                                   |
| Ingrid         | 1960      | 16,62 m | 3,42 m | 79       | Motorschiff                                   |
| Birgit         | 1924      | 11,4 m  | 2,65 m | 55       | Motorschiff                                   |
| Siegfried      | 1957      | 27,35 m | 6,2 m  | 350      | Motorschiff. Eigentum der Schifffahrt Gstadt. |

#### Bildergalerie

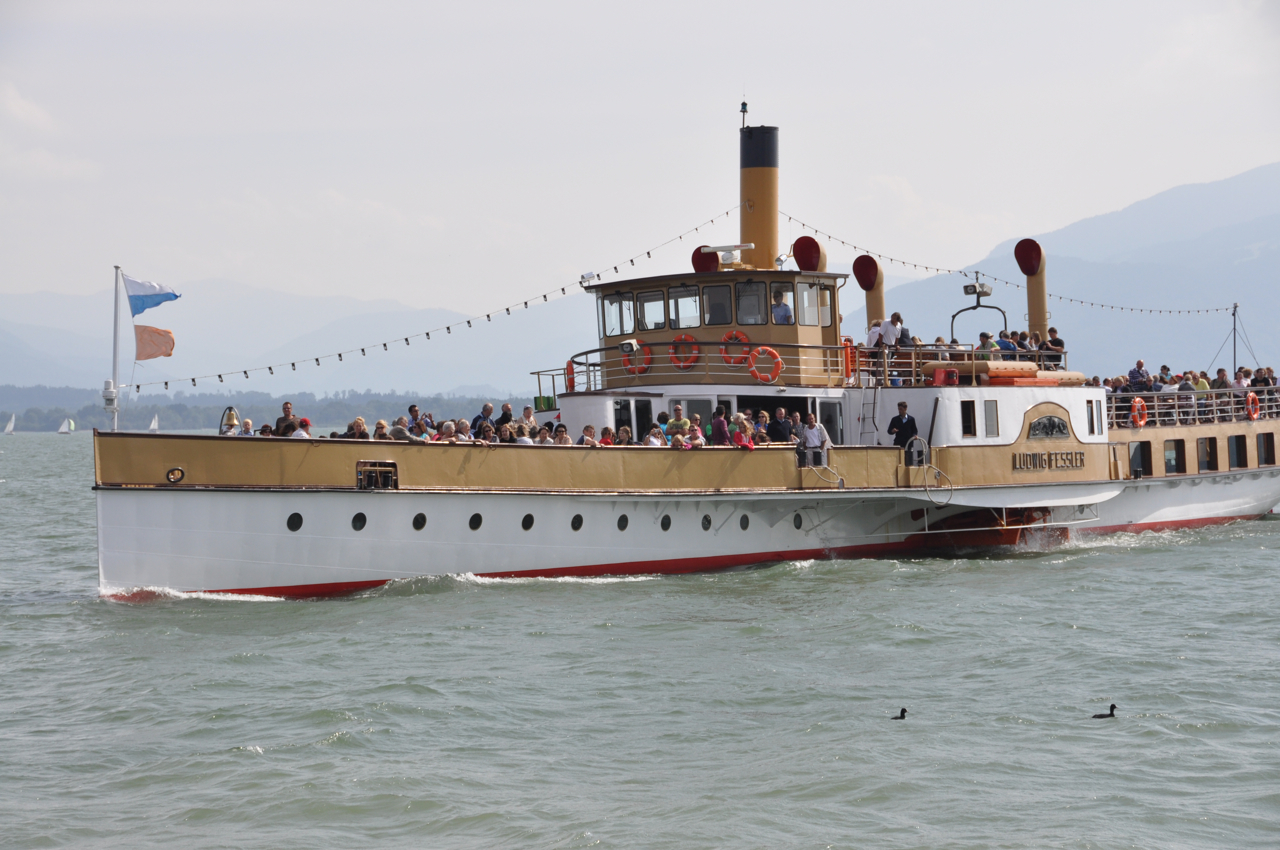
RMS Ludwig Fessler
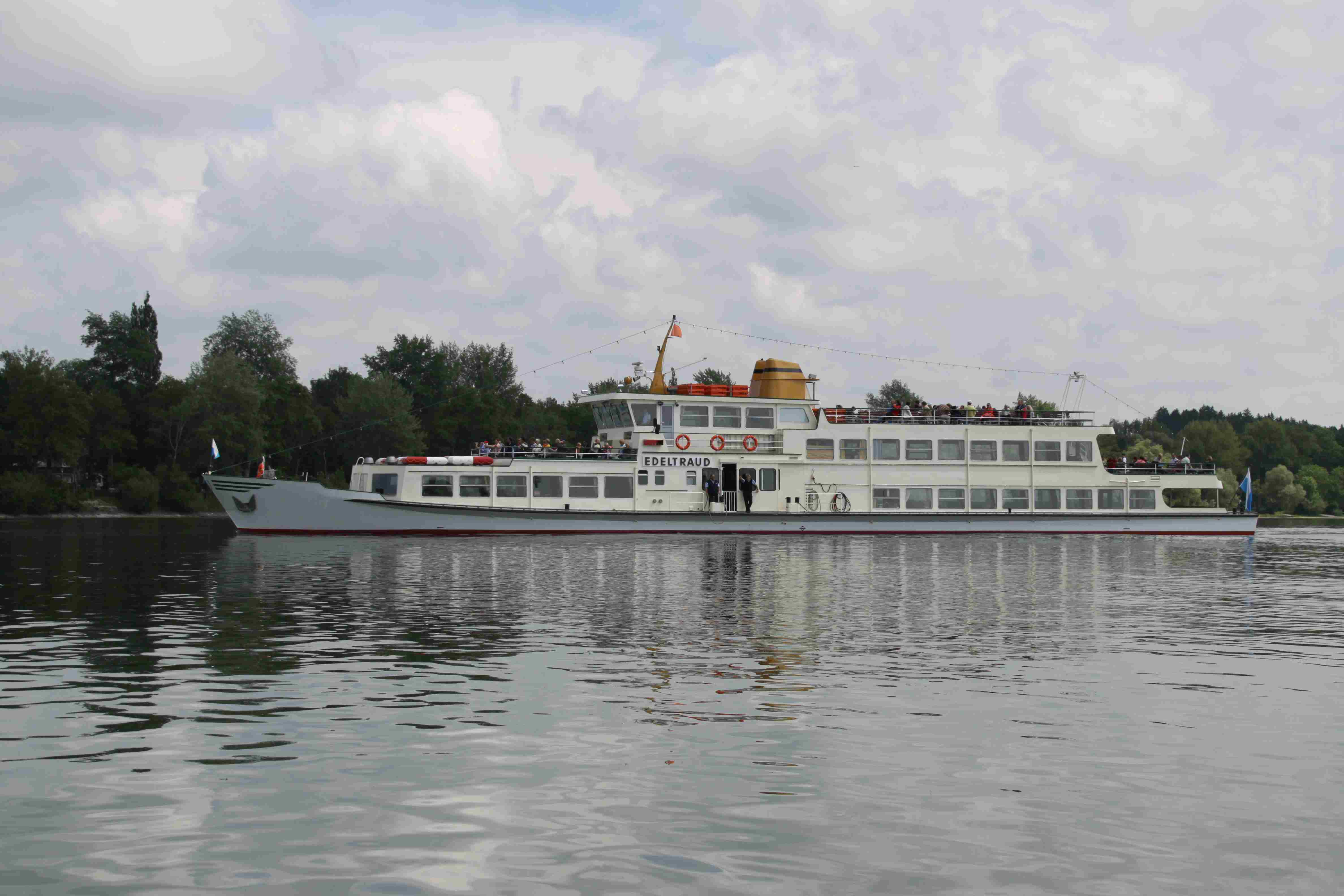
MS Edeltraud
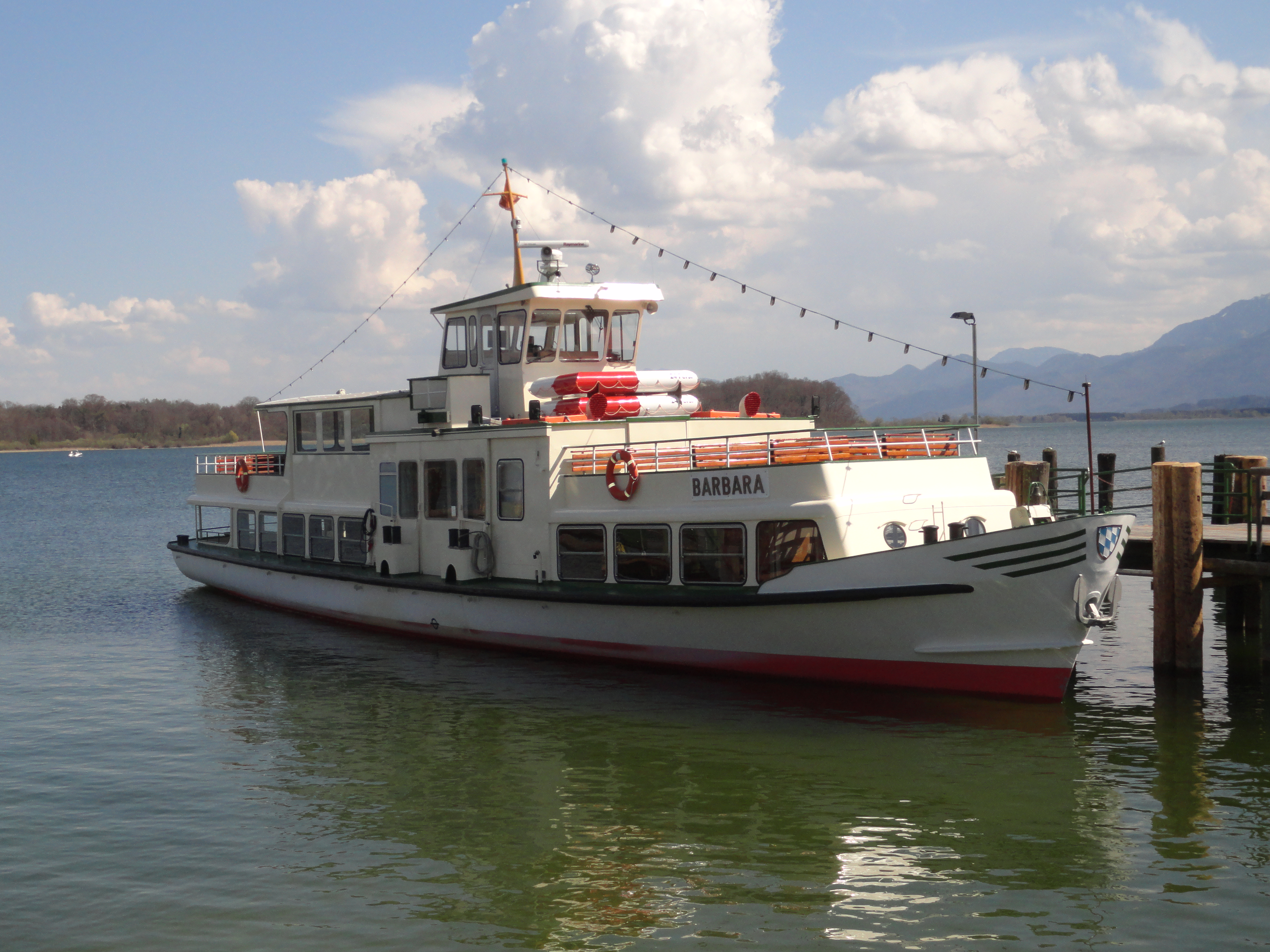
MS Barbara
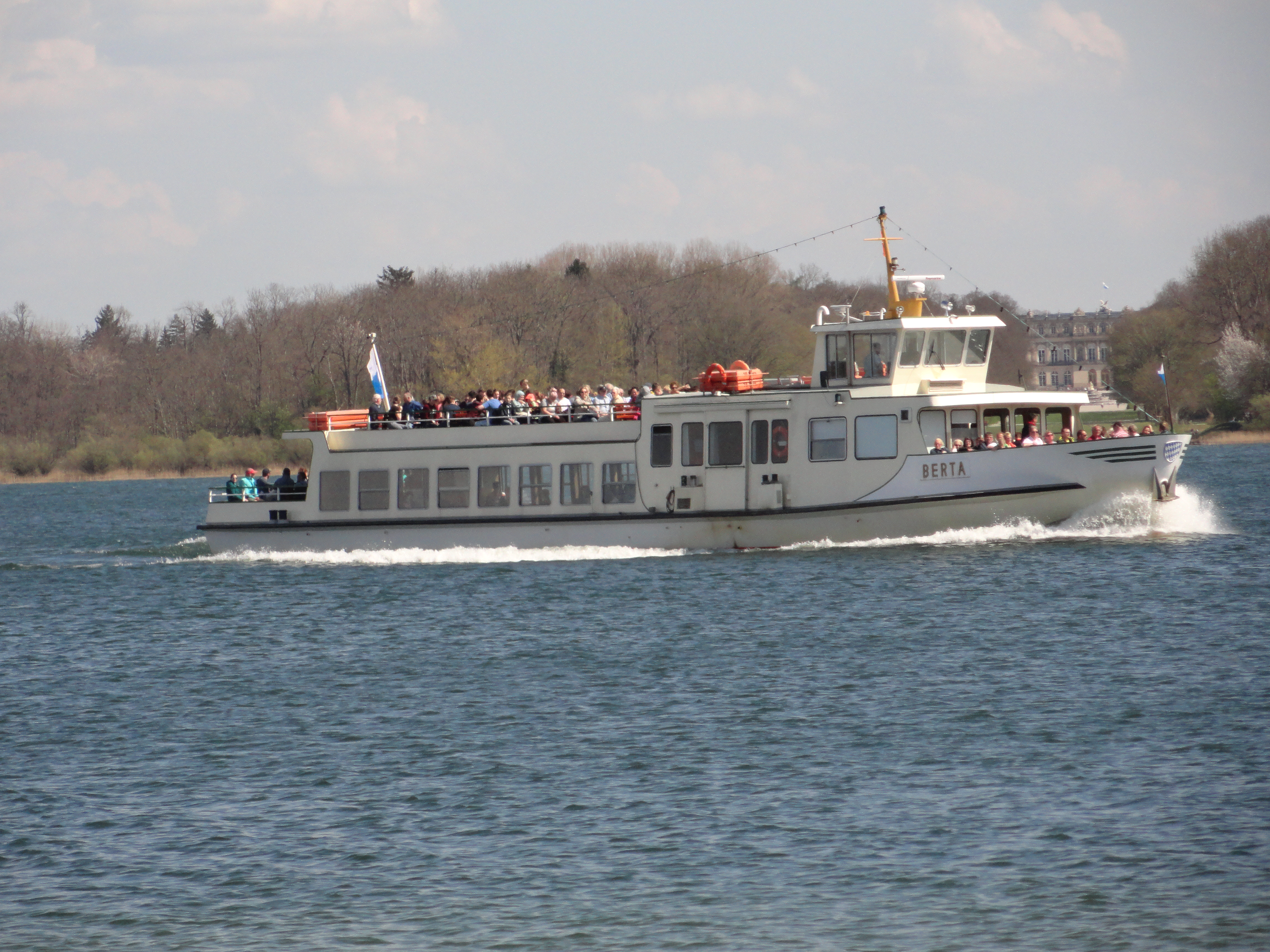
MS Berta
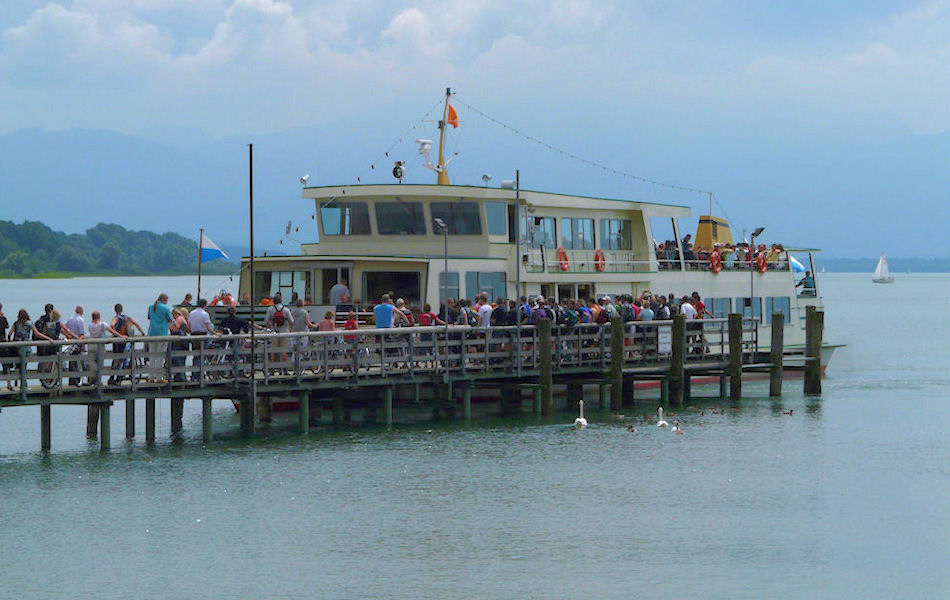
MS Irmingard
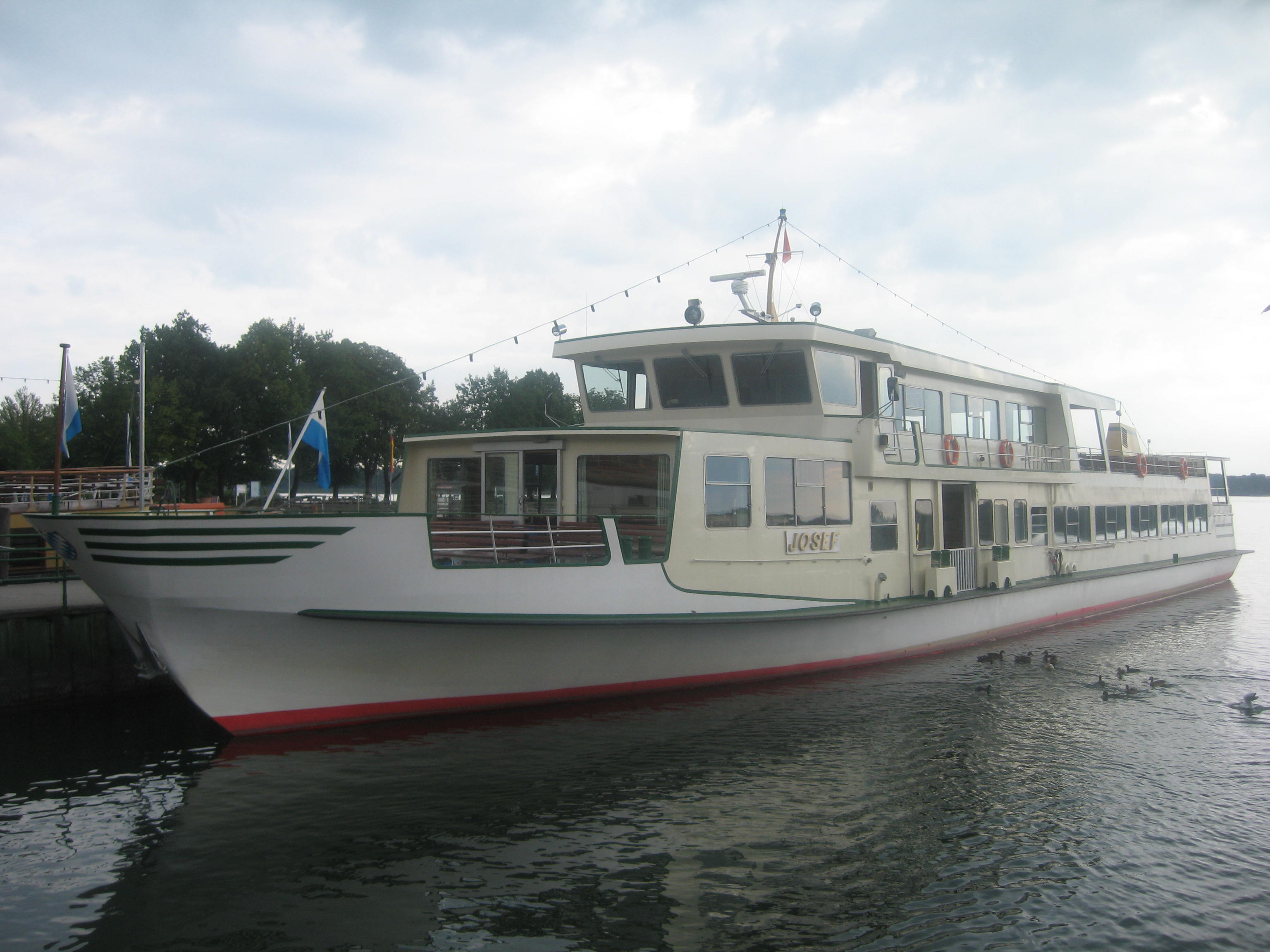
MS Josef
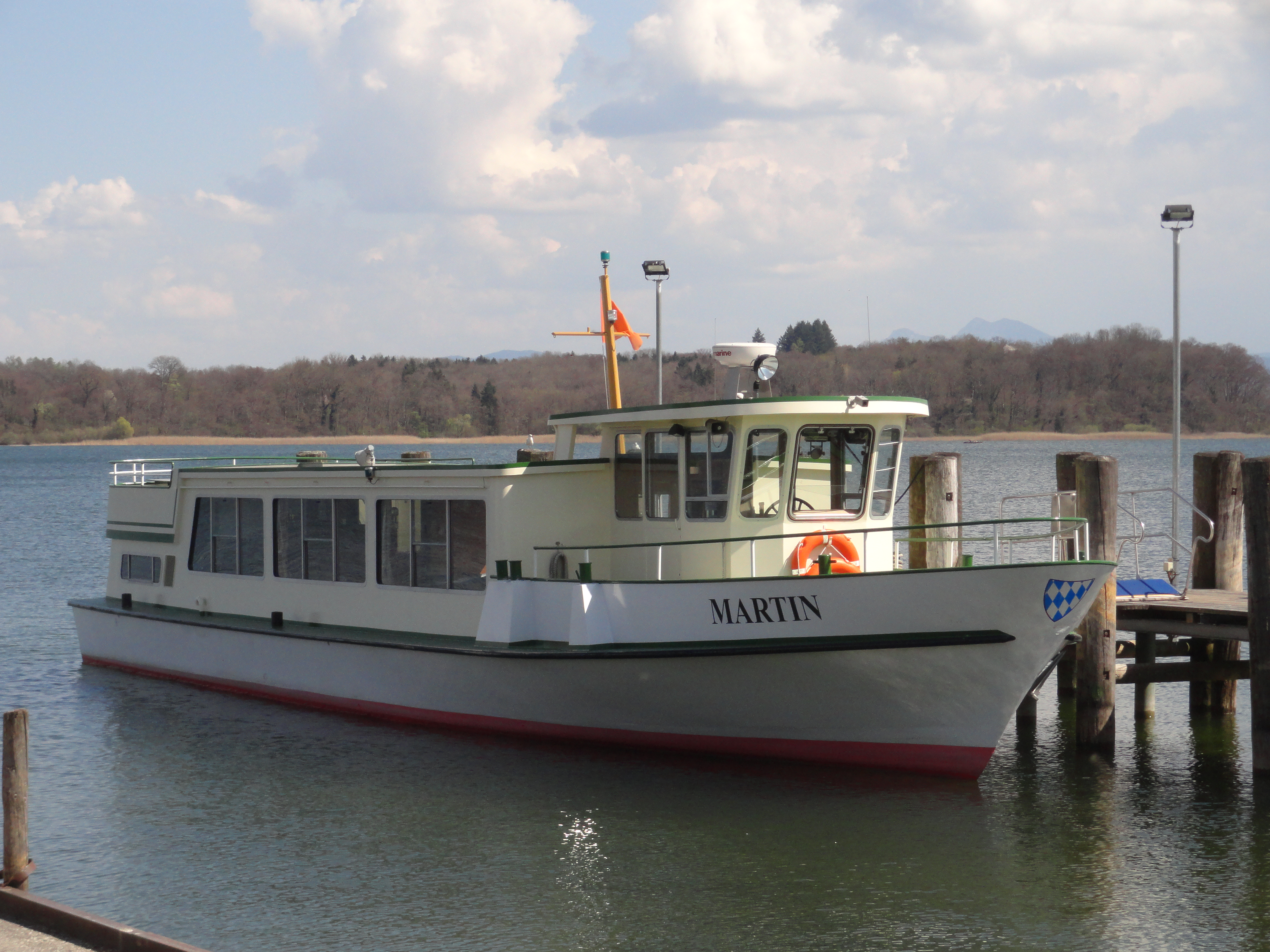
MS Martin
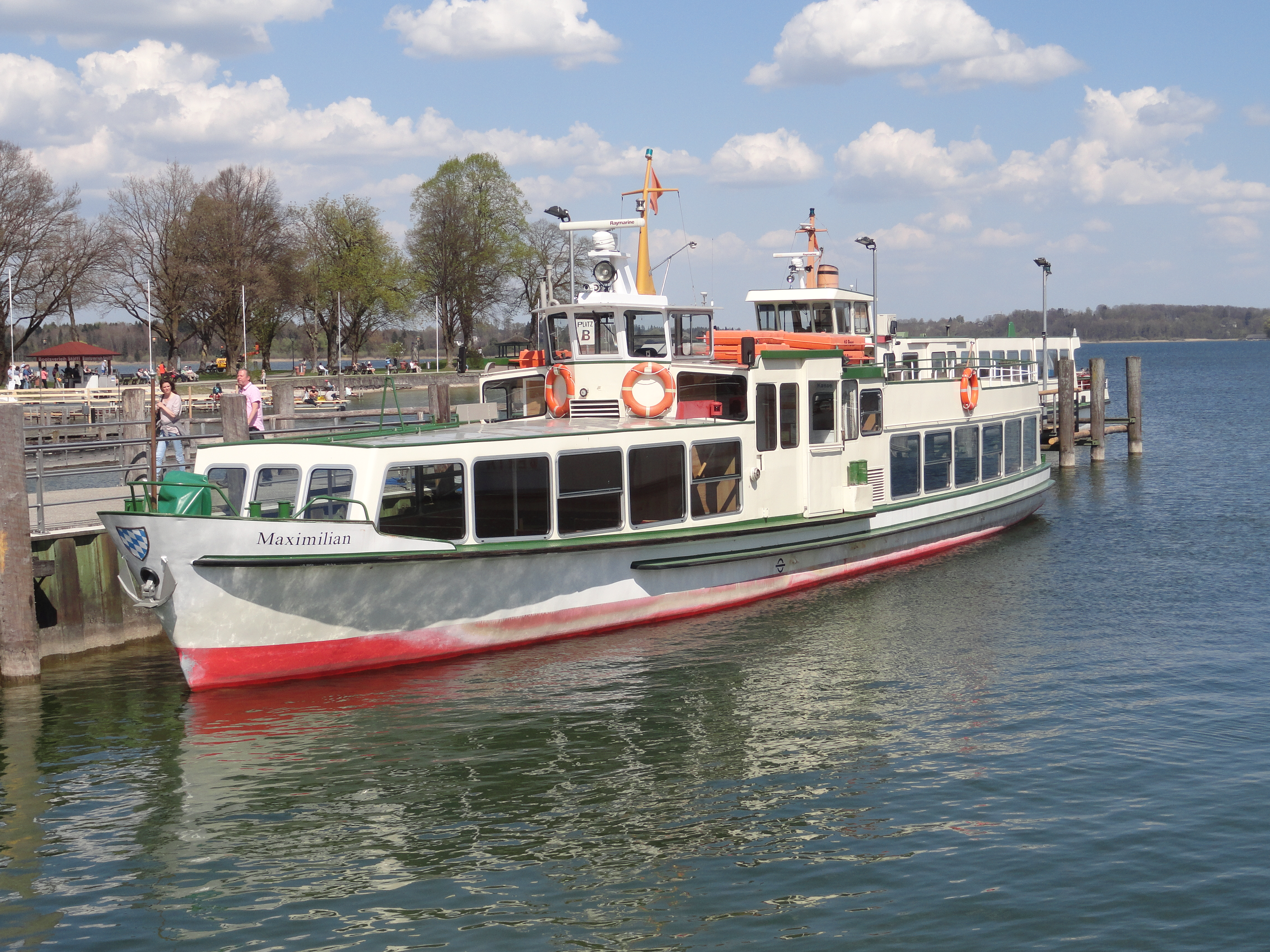
MS Maximilian
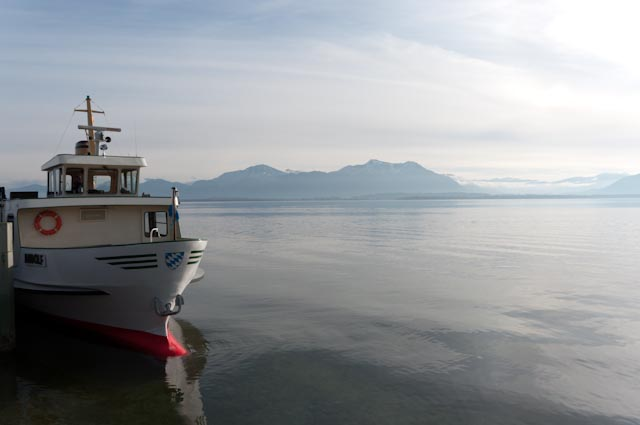
MS Rudolf
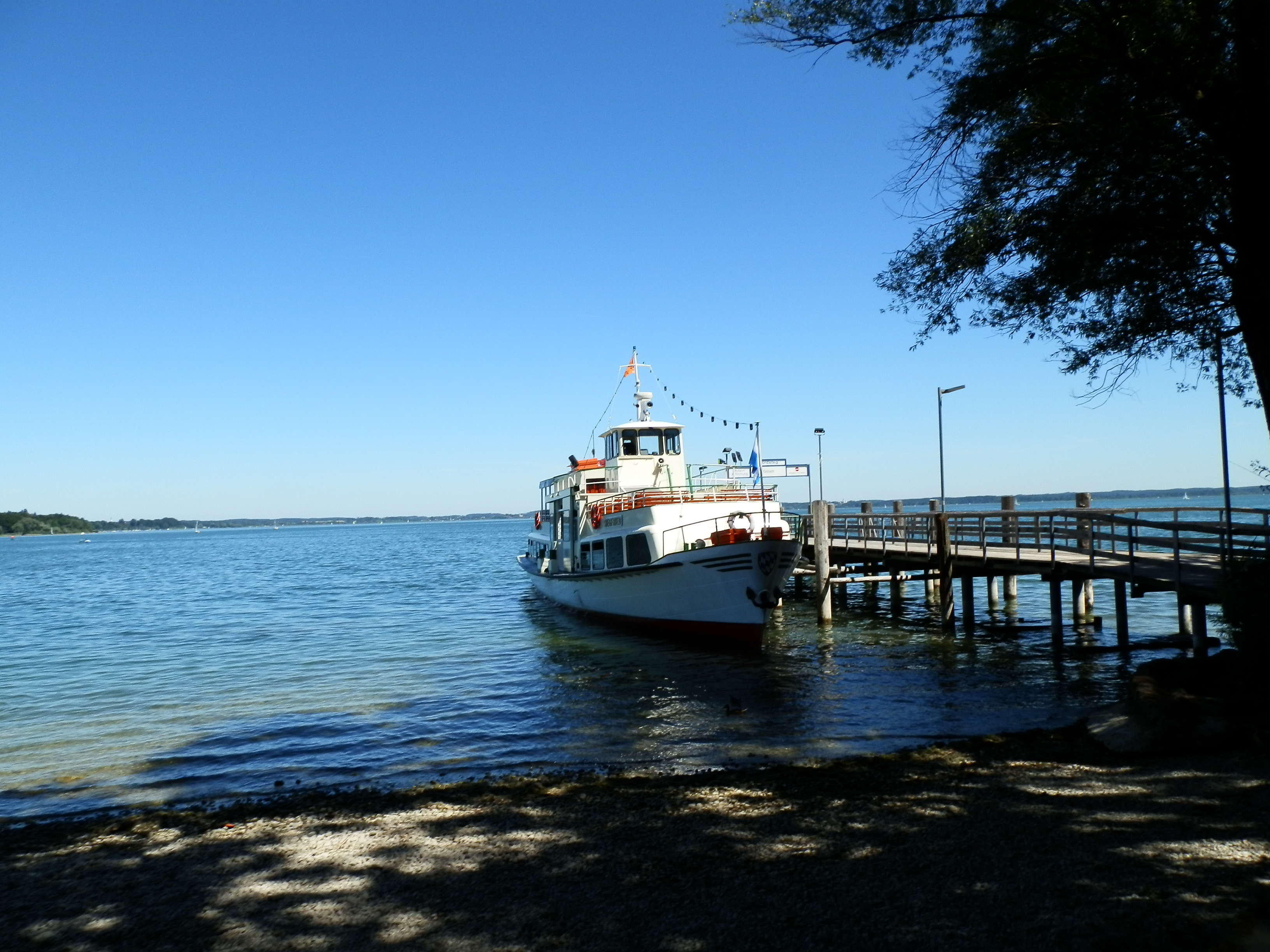
MS Siegfried

### Chiemsee-Bahn
Die 1887 unter Ludwig Feßler und Georg Krauß gebaute Chiemsee-Bahn zwischen dem Bahnhof Prien und dem Ortsteil Stock mit der dortigen Schiffsanlegestelle wird seit 1965 ebenfalls von der Chiemsee-Schifffahrt Ludwig Feßler KG betrieben.

## Geschichte
Die Schifffahrt am Chiemsee geht zurück auf den Zimmerermeister Wolfgang Schmid aus Grassau, der 1843 eine Bewilligung zum Betrieb der Dampfschifffahrt auf dem Chiemsee erhielt mit der Verpflichtung, den Fahrplan einzuhalten,  und am 5. Mai 1845 mit dem Betrieb eines von ihm aus Holz gebauten Schaufelraddampfschiffes begann. Wegen technischer Probleme und der hohen Betriebskosten wurde der Dampfschiffverkehr jedoch schon bald wieder aufgegeben.
Der Münchener Kupferschmied Joseph Feßler, der die Kesselanlage für das von Wolfgang Schmid gebaute Dampfschiff hergestellt hatte, erhielt 1848 die Bewilligung zur Fortsetzung der Dampfschifffahrt auf dem Chiemsee, übernahm das Dampfschiff von Wolfgang Schmid, erweiterte die Dampfmaschine und begann am 14. Juli 1849 mit dem Verkehr. Zehn Jahre später wurde ein von den Maffeiwerken gebautes Schiff aus Eisen eingesetzt, das mit der Dampfmaschine aus dem alten Schiff ausgerüstet wurde.
Das inzwischen von dem Sohn Ludwig Feßler übernommene Unternehmen war anfangs jedoch nicht sehr erfolgreich, die 1860 eröffnete Eisenbahnlinie München-Salzburg beförderte die Gäste jetzt am Chiemsee vorbei und die ursprüngliche Geschäftsidee, einen Teil der unbequemen Fahrt mit der Postkutsche auf dieser Strecke mit dem Schiff zurückzulegen, brach in sich zusammen. Tourismus in der heute bekannten Form gab es noch nicht und die heute so berühmten Chiemseemaler hatten in der Regel kein Geld für die Überfahrt. So musste sich Ludwig Feßler nach einer neuen Geschäftsidee umsehen und wurde auch fündig. Er befestigte seinen Raddampfer im Hafenbecken in Prien/Stock, montierte die Schaufelräder ab und betrieb mit der Dampfmaschine ein Sägegatter. Dazu ließ er sich Holz von der Herreninsel und anderen Uferorten per Floß zuführen.
Erst als König Ludwig II. 1878 mit dem Bau seines Schlosses Herrenchiemsee begann, konnte Ludwig Feßler mit Materialtransporten wieder etwas Geld mit der Schifffahrt verdienen. Zusätzlich wurde ein von der Firma Maffei gebauter Schleppdampfer für den umfangreichen Materialtransport eingesetzt. Erst als das unfertige Schloss nach dem Tode Ludwigs II. 1886 von Prinzregent Luitpold zur Besichtigung durch die Öffentlichkeit freigegeben wurde, begann ein größerer Strom von Besuchern. Um dem gerecht zu werden, setzte Ludwig Feßler ab 1887 den Raddampfer Luitpold für bis zu 500 Passagiere ein, der bis 1969 im Einsatz blieb. Im gleichen Jahr nahm er die zusammen mit Kommerzienrat Georg Krauß gebaute Chiemsee-Bahn in Betrieb.
Im September 1926 wurde der bis dahin größte Chiemseedampfer „Ludwig Feßler“ (erbaut von der Lokomotiven- und Maschinenfabrik J.A. Maffei) in Stock vom Stapel gelassen.
Im Sommer 1935 wurden folgende Linien befahren:
- Stock – Herreninsel – Gstadt-Breitbrunn – Fraueninsel – Gstadt-Breitbrunn – Herreninsel – Stock
- Stock – Herreninsel – Fraueninsel – Feldwies – Gstadt-Breitbrunn – Herreninsel – Stock (nur vom 9. Juni bis 15. September)
- Stock – Herreninsel – Fraueninsel – Chieming – Seebruck – Gstadt-Breitbrunn – Fraueninsel – Herreninsel – Stock
- Herreninsel – Fraueninsel – Chieming und zurück (nur vom 15. Juli bis 31. August)
- Stock – Breitbrunn – Herreninsel – Gstadt – Fraueninsel und zurück (nur samstags und sonntags vom 15. Juli bis 31. August)
- Stock – Schafwaschen und zurück (nur samstags und sonntags vom 15. Juli bis 31. August)
- Stock – Strandhotel – Felden und zurück (nur samstags und sonntags vom 15. Juli bis 31. August)

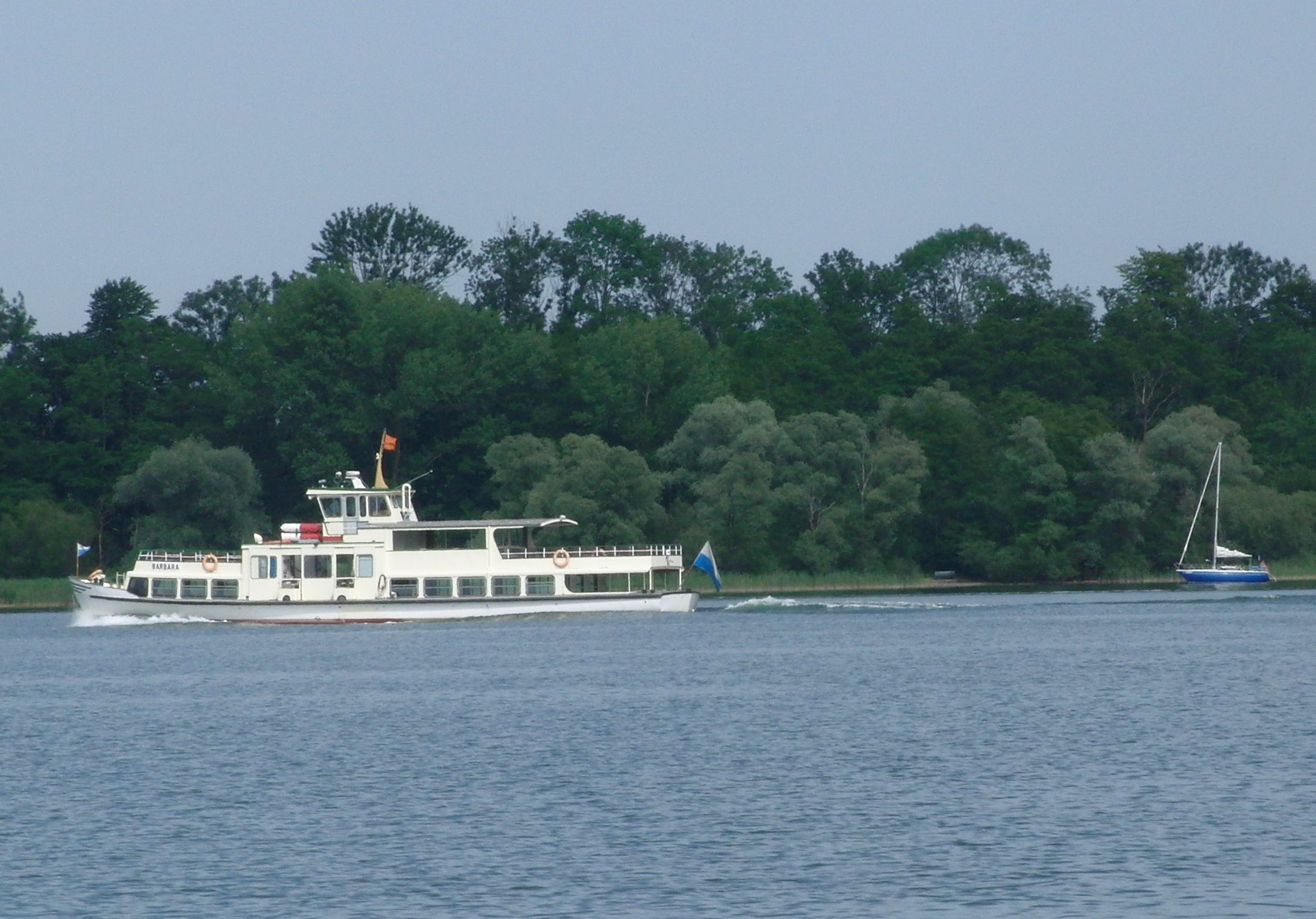
MS Barbara passiert die ehemalige Anlegestelle Herreninsel/Kalkofen auf der Fahrt von Bernau/Felden zur Herreninsel (Hauptsteg)

1937 wurde die direkte Verbindung von Felden zur Herreninsel eingerichtet. Allerdings fuhren die Schiffe von Felden nicht den Hauptsteg an, sondern bedienten die Anlegestelle Kalkofen auf der Westseite der Herreninsel, welche sich in der Nähe der Wirtschaftsgebäude des alten Schlosses befand. Seit 1977 wird ausschließlich der wesentlich günstiger zum neuen Schloss gelegene Hauptsteg bedient.
Von 1993 bis 2004 beschäftigte die Gerichte ein Streit zwischen der Firma Feßler und den Vereinigten Schiffern Gstadt. Letztere bedienten mit ihrem Schiff MS Gstadt III die Strecke von Gstadt zur Fraueninsel/Nordsteg. Der Streit endete mit einem notariellen Vergleich und dem Kauf der MS Gstadt III sowie des Nordstegs der Fraueninsel durch die Firma Feßler, welche das Schiff in ihre Flotte eingliederte.